# Cassio Rivetti
Cassio Rivetti (ukrainisch Кассіо Ріветті; * 20. Februar 1980 in São Paulo) ist ein brasilianischer Springreiter, der für die Ukraine reitet.
Im Mai 2013 befand er sich auf Platz 58 der Weltrangliste.

## Werdegang
Rivetti wuchs auf dem elterlichen Hof auf und kam so früh in Kontakt mit Pferden. Im Alter von sieben Jahren begann er schließlich zu reiten.
Nach seinem Studium zog er nach Belgien um bei seinem Idol Nelson Pessoa zu trainieren.
2007 wechselte Cassio in den Stall von Oleksandr Onyschtschenko und reitet seit Januar 2009 für die Ukraine.
Bei den Olympischen Spielen in London belegte er 2012 mit der Mannschaft den 14. und im Einzel den 12. Platz.
Er lebt in Brüssel und trainiert nach wie vor bei Pessoa.

## Privates
Rivetti spricht Englisch, Portugiesisch und Französisch. Er studierte Betriebswirtschaftslehre an der UNESP in São Paulo.

## Pferde
aktuelle:
- Vivant 3 (* 1998), Belgisches Warmblut, brauner Hengst, Vater: Fuego de Prelet, Muttervater: Landino, seit 2013, bis Ende 2010 von Chris Chugg, anschließend von Oleksandr Onyschtschenko und Katharina Offel geritten.
- Cartoon 2 (* 2005), Oldenburger, brauner Hengst, Vater: Cartoon, Muttervater: Caretano Z

ehemalige Turnierpferde:
- Temple Road (ehemals Achill, * 2002; † 2013), Hannoveraner, brauner Wallach, Vater: Antaeus, Muttervater: Graf Dagobert
- Billy Birr (* 1998), Fuchswallach, Vater: Animo Elite, Muttervater: Gurggraaf
- Olona (* 1996), KWPN, Fuchsstute, Vater: Indorado, Muttervater: Nimmerdor

## Erfolge
- Olympische Spiele
  - 2012, London: 14. Platz mit der Mannschaft und 12. Platz im Einzel (Temple Road)
- Weltreiterspiele
  - 2006, Aachen: 10. Platz mit der Mannschaft, 29. Platz im Einzel (Olona)
  - 2010, Lexington: 16. Platz mit der Mannschaft, 77. Platz im Einzel (Billy Birr)

### Weitere Erfolge (Auszug)
- 2009: 1. Platz im Großen Preis von Aachen
- 2011: 1. Platz im Nationenpreis in Sopot, 1. Platz im Großen Preis von Arezzo, 3. Platz im Großen Preis von Linz, 3. Platz im Großen Preis von Münster, 3. Platz im Nationenpreis von Barcelona